# Querrien
Querrien (bret. Kerien) – miejscowość i gmina we Francji, w regionie Bretania, w departamencie Finistère.
Według danych na rok 1990 gminę zamieszkiwało 1650 osób, a gęstość zaludnienia wynosiła 31 osób/km² (wśród 1269 gmin Bretanii Querrien plasuje się na 382. miejscu pod względem liczby ludności, natomiast pod względem powierzchni na miejscu 61.).